# Брукер (Флорида)
Брукер (англ. Brooker) — місто (англ. town) в США, в окрузі Бредфорд штату Флорида. Населення — 322 особи (2020).

## Географія
Брукер розташований за координатами 29°53′16″ пн. ш. 82°19′58″ зх. д. / 29.88778° пн. ш. 82.33278° зх. д. (29.887710, -82.332890).  За даними Бюро перепису населення США в 2010 році місто мало площу 1,37 км², уся площа — суходіл.

## Демографія
Згідно з переписом 2010 року, у місті мешкало 338 осіб у 138 домогосподарствах у складі 105 родин. Густота населення становила 247 осіб/км².  Було 154 помешкання (112/км²).
Расовий склад населення:
| - 92,9 % — білих - 5,3 % — чорних або афроамериканців - 0,3 % — азіатів - 1,5 % — осіб інших рас |

До двох чи більше рас належало 0,0 %. Частка іспаномовних становила 2,4 % від усіх жителів.
За віковим діапазоном населення розподілялося таким чином: 19,2 % — особи молодші 18 років, 63,0 % — особи у віці 18—64 років, 17,8 % — особи у віці 65 років та старші. Медіана віку мешканця становила 44,3 року. На 100 осіб жіночої статі у місті припадало 102,4 чоловіків;  на 100 жінок у віці від 18 років та старших — 93,6 чоловіків також старших 18 років.
Середній дохід на одне домашнє господарство  становив 58 298 доларів США (медіана — 46 875), а середній дохід на одну сім'ю — 62 754 долари (медіана — 47 188). Медіана доходів становила 35 938 доларів для чоловіків та 36 667 доларів для жінок. За межею бідності перебувало 20,5 % осіб, у тому числі 57,5 % дітей у віці до 18 років та 8,2 % осіб у віці 65 років та старших.
Цивільне працевлаштоване населення становило 165 осіб. Основні галузі зайнятості: освіта, охорона здоров'я та соціальна допомога — 23,6 %, публічна адміністрація — 14,5 %, будівництво — 12,7 %, роздрібна торгівля — 10,9 %.